# Schizopyga coxator
Schizopyga coxator là một loài tò vò trong họ Ichneumonidae.